# Лебет
Вижте пояснителната страница за други значения на Лебед.
Лебет или Лебед (на сръбски: Лебет или Lebet) е село в Югоизточна Сърбия, Пчински окръг, община Владичин хан.

## Население
Според преброяването на населението от 2011 г. селото има 63 жители.

### Етнически състав
Данните за етническия състав на населението са от преброяването през 2002 г.
- сърби – 100 жители
- македонци – 2 жители

## Личности
Родени в Лебет
- Светослав Топович, български революционер от ВМОРО, четник на Георги Сугарев[3]